# Тацино
Тацино (укр. Тацине) — посёлок, относится к Ровеньковскому городскому совету Луганской области Украины. Де факто — с 2014 года населённый пункт контролируется самопровозглашённой Луганской Народной Республикой.

## География
Этот посёлок расположен на левом берегу реки под названием Юськина. Ближайшие населённые пункты: сёла Рафайловка, Ильинка, Леськино (выше по течению Юськиной) на севере, посёлки Горняк и Дубовский на западе; сёла Орехово на юго-западе, Вишнёвое на юге; посёлок Михайловка, а также город Ровеньки, на востоке.

## История
Основано в 1910 году, до 1962 года называлось Талино.
В январе 1989 года численность населения составляла 338 человек.
На 1 января 2013 года численность населения составляла 269 человек.

## Местный совет
94790, Луганская обл., Ровеньковский городской совет, пгт. Михайловка, ул. Молодежная, д. 8